# Клескино
Клескино — деревня в Бежаницком районе Псковской области. Входит в состав сельского поселения муниципальное образование «Лющикская волость».
Расположена в 22 км к северу от райцентра Бежаницы и в 2 км к северу от деревни Гора.
Численность населения по оценке на 2000 год составляла 17 жителей.